# 1625 au théâtre
| Années du théâtre : 1622 - 1623 - 1624 - 1625 - 1626 - 1627 - 1628    |
| Décennies du théâtre : 1590 - 1600 - 1610 - 1620 - 1630 - 1640 - 1650 |

## Événements
- À la mort de John Fletcher, Philip Massinger devient le principal dramaturge de la compagnie londonienne des King's Men (en).

## Pièces de théâtre publiées
- 8 avril : la pastorale dramatique Les Bergeries d’Honorat de Bueil de Racan obtient un privilège du roi ; elle a été représentée avec succès vers 1619 à l’Hôtel de Bourgogne sous le nom d’Arthénice[1].

- Le Théâtre d'Alexandre Hardy, tome second, Paris, Jacques Quesnel ; comprend : Achille, tragédie, Coriolan, tragédie, Cornelie, tragi-comédie, Arsacome, ou l'Amitié des Scythes, tragi-comédie, Mariamne, tragédie, Alcée, ou l'Infidélité, pastorale (Lire sur Gallica).

## Pièces de théâtre représentées
- Honoré d'Urfé, La Sylvanire ou la Morte-vive.

## Naissances
- 22 mai : Guilielmus Zeebots, chanoine prémontré, dramaturge et poète des Pays-Bas méridionaux, mort le 8 juillet 1690.
- 20 août : Thomas Corneille, auteur dramatique français, mort le 8 décembre 1709.
- Date précise non connue :
  - Jeanne Auzoult, dite Mademoiselle Baron ou La Baronne, actrice française, morte le 6 septembre 1662.
  - Jacques de Coras, poète et auteur dramatique français, mort le 24 décembre 1677.
  - Juan Bautista Diamante, auteur dramatique espagnol, mort le 2 novembre 1687.
  - Claude de Grieck, dramaturge, rhétoricien et imprimeur-libraire des Pays-Bas espagnols, mort vers 1670.
  - Charles Hart, comédien anglais, mort le 18 août 1683.

## Décès
- septembre : Thomas Lodge, médecin et dramaturge anglais, né vers 1558.
- Date précise non connue :
  - John Fletcher, acteur et dramaturge anglais, qui a écrit en collaboration avec Francis Beaumont et d'autres dramaturges, né en 1579.